# Адельсгайм
Адельсгайм (нім. Adelsheim) — місто в Німеччині, знаходиться в землі Баден-Вюртемберг. Підпорядковується адміністративному округу Карлсруе. Входить до складу району Неккар-Оденвальд.
Площа — 43,84 км2. Населення становить 5099 ос. (станом на 31 грудня 2020).